# Emilio López Fernández
Emilio López Fernández (Vigo, 6 de juliol de 1965) és un exfutbolista gallec, que ocupava la posició de porter.

## Trajectòria
Format al planter del Celta de Vigo, va jugar al Gran Peña (filial vigués) i a la SD Arousa abans de pujar al primer equip del Celta. Durant quatre temporades, entre 1989 i 1993, va restar a la suplència de porters com Maté, Villanueva i Cañizares, sense arribar a disputar cap partit en aquest perïode.
En busca d'oportunitats, la temporada 93/94 marxa a la UE Figueres, on és titular, i a l'any següent recala al CD Badajoz. Eixe any compartiria la porteria amb Lozano i la temporada 95/96 és cedit al CD Leganés. Al seu retorn ocupa la porteria extremenya, proclamant-se Zamora de Segona Divisió la temporada 96/97.
Va ser titular al Badajoz fins a l'estiu de 1999, quan fitxa pel CA Osasuna. Amb els navarresos hi juga 19 partits i aconsegueix l'ascens a Primera, però deixa l'equip per incorporar-s'hi al Real Jaén, també de Segona Divisió. Entre el 2001 i el 2003 militaria a l'Hèrcules CF, tot retirant-se en finalitzar la seua estada a Alacant. En total, ha sumat 217 partits a la Segona Divisió.
Després de la seua retirada, ha seguit vinculat al món del futbol com a entrenador de porters en equips com el Celta de Vigo B.